# Peter Reimers (politiker)
 Der er flere personer med dette navn, se Peter Reimers (maler).
Jacob Peter Reimers (24. november 1826 i Ketting på Als – 25. marts 1922 i Sønderborg) var en dansk slagtermester og politiker.

## Karriere
Han var søn af slagtermester Asmus Otto Reimers (27. august 1800 - 2. november 1852) og Cecilie Elisabeth Danielsen (15. august 1801 - 23. februar 1880). Efter med ære at have deltaget i Treårskrigen, hvor han 1850 blev Dannebrogsmand efter indstilling fra sit kompagni, blev Reimers 1852 slagtermester i Sønderborg, da han overtog sin svigerfars forretning, og valgtes få år efter til oldermand i Slagterlavet. Sammen med sin svigerfar opbyggede Reimers en kreatur- og svineeksportforretning, som efterhånden blev Hertugdømmernes største. 1862 valgtes han til deputeret borger (byrådsmedlem), og 1863-64 var han formand for Borgerforeningen. Skyttesagen og Vaabenbrødreselskabet fandt ved den tid i ham en ivrig støtte.

## Politik
Ved sin varme fædrelandskærlighed og sin faste karakter vandt han allerede i en ung alder sine medborgeres fulde tillid, og talrige er de ham betroede hædershverv, ligesom han siden 1864 deltog i og øvede stor og stigende indflydelse på alle de danske slesvigeres politiske forhandlinger og beslutninger. H.P. Hanssen kaldte ham den ypperste agitator, Sønderjylland havde efter 1864.
.
1866 var han medlem af 47 mands-deputationen, som forgæves rejste til Berlin for at få Pragfredens artikel 5 udført, 1869 medlem af en nordslesvigsk deputation, som lykønskede kronprins Frederik til hans formæling, og 1894 overbragte han sammen med de eneste dalevende medlemmer af deputationen, Gustav Johannsen og Hans Lassen, sønderjydernes lykønskninger til kronprinsens sølvbryllup. Da den nordslesvigske vælgerforening stiftedes 1888, valgtes Reimers til dens formand, og dette vanskelige hverv røgtede han både med takt og med fasthed helt indtil 1907. Han var ligeledes formand i det aktieselskab, som udgav Dybbølposten. 1896 optoges han som æresmedlem i De danske Vaabenbrødres afdelinger i København og Kolding, 1898 som æresmedlem i det københavnske Slagterlav. Efter Genforeningen i 1920 blev han Kommandør af 2. grad af Dannebrogordenen.
Reimers blev gift 18. november 1852 i Sønderborg med Jensine Maria Ernestina Herrmann (17. juli 1829 i Sønderborg - 22. december 1926 sammesteds), datter af slagtermester Johann Peter August Herrmann (1787-1871) og Catharina Christina Møller (1802-1885).
I 1926 blev der rejst en mindesten på Løkken i Sønderborg med relief af Niels Hansen Jacobsen. Portrætmaleri af Aase Kramp (Folkehjemmet, Aabenraa). Fotografi.
Han er begravet ved Sankt Marie Kirke.